# Комсомольский (Краснодар)
Комсомо́льский (сокр. «КМР») — микрорайон Карасунского внутригородского округа муниципального образования город Краснодар.

## История
Изначально территорию города предлагалось разделить на 6 архитектурно-планировочных районов, каждый со своим общественным центром и комплексом предприятий и учреждений соцкультбыта.  22 августа 1975 года исполком горсовета утвердил проект детальной планировки нового микрорайона на восточной окраине Краснодара, получившего название — Комсомольский (КМР). Крупные жилые массивы проектировались северо-восточнее посёлка Пашковского. Осуществление этого проекта, разработанного в институте «Краснодаргражданпроект» предусматривалось в течение 10 лет.
«Спальный» микрорайон с 1975 по 1987 года был застроен преимущественно девятиэтажными домами массовой жилой застройки.

## Географическое положение
На западе граничит с районом Камвольно-суконный комбината (КСК), на юге и востоке естественной границей микрорайона являются Карасунские озёра, которые отделяют Комсомольский от жилого района Пашковского, на севере ограничен железнодорожной веткой Северокавказской железной дорогой.
Основная магистраль — Уральская улица, с которой можно быстро добраться до трассы М-4 Дон.
Включает улицы Сормовская, Тюляева, Уральская, Приозёрная, Симферопольская и 30-й Иркутской Дивизии.

## Транспорт
Микрорайон имеет хорошую транспортную доступность. В него ходят трамвайные маршруты № 4, № 10. Троллейбусные маршруты № 20,№ 14, а также автобусы № 7, 10, 25, 26, 31, 40, 44, 58, 89, 61, 78, 90, 150А, 151А, 136а, 157.

## Инфраструктура
На территории микрорайона действует 6 общеобразовательных школ, 13 муниципальных детских садов, Школа-сад «Новатор», Межшкольный эстетический центр, а также располагается Институт развития образования Краснодарского края и Факультет педагогики, психологии и коммуникативистики КубГУ, Муниципальная молодёжная библиотека им. Островского и Дом культуры Карасунского округа.
Работает детская поликлиника № 7 и городская поликлиника № 17.